# فريتز بالوف
فريتز بالوف (بالألمانية: Fritz Balogh)‏ هو لاعب كرة قدم ألماني، ولد في 16 ديسمبر 1920 في براتيسلافا في سلوفاكيا، وتوفي في 14 يناير 1951 في Nersingen ‏ في ألمانيا. شارك مع منتخب ألمانيا لكرة القدم. أما مع النوادي، فقد لعب مع سودوست لودفيجشافن ‏.

## وصلات خارجية
- فريتز بالوف على موقع قاعدة بيانات كرة القدم.إي يو (الإنجليزية)
- فريتز بالوف على موقع ناشيونال فوتبول تيمز (الإنجليزية)
- فريتز بالوف على موقع عالم كرة القدم.نت (الإنجليزية)